# Galápagos-szigeteki gyöngybagoly
A galápagos-szigeteki gyöngybagoly (Tyto alba punctatissima) a madarak osztályának bagolyalakúak (Strigiformes)  rendjébe és a gyöngybagolyfélék (Tytonidae) családjába tartozó gyöngybagoly (Tyto alba) egyik  alfaja.

## Megjelenése
Kisebb testű és sötétebb színű, mint a gyöngybagoly többi alfaja. Testhossza 34 centiméter, szárnyfesztávolsága 46 centiméter, súlya 264 gramm.
Feje és arcfátyla fénylő rozsdabarna színű. tarkója és nyaka fénytelen, matt barna, sok apró fehér pettyel behintve. Háta és szárnyai sötét barnák, nagyobb fehér foltokkal tarkázva.

## Elterjedése
Az alfaj, mint neve is mutatja az Ecuador államhoz tartozó, attól mintegy 1000 km távolságban a Csendes-óceánban fekvő Galápagos-szigetek lakója. A szigetcsoportból a következő szigeteken fordul elő: San Cristóbal, Santa Cruz, San Salvador, Isabela és Fernandina.
Családjának egyetlen tagja a szigeteken és a galápagosi fülesbagoly (Asio galapagoensis) mellett a másik bagolyfaj, mely előfordul ott.

## Életmódja
A galápagosi fülesbagollyal ellentétben kifejezetten éjszakai faj.
Táplálékának 95%-a rágcsálókból áll. Elkapja a szigeteken őshonos rizspatkányokat (Oryzomys) is, de sokat elfog a tájidegen és faunakárosító betelepített házi patkányok és házi egerek közül is.
Emellett kiegészítésképp olykor elkap kisebb gyíkokat, madarakat is és néha a galápagosi denevért is megfogja.
Pihenőhelyül és fészkelőhelyül is lávabarlangokat használ.

## Rendszertani besorolása
A madarat George Robert Gray 1839-es leírásakor még különálló fajként sorolta be Strix punctatissima néven.
1929-ben Ernst Hartert sorolta be a gyöngybagoly alfajai közé, elvéve faji szintű rangját.
Újabban több rendszerező /König & Weick (2008), Steadman (1988), Sibley & Monroe (1990)/ is erősen szorgalmazza, hogy helyezzék vissza faji szintű rangba a madarat.
A madár morfológiailag is különbözik a kontinentális gyöngybaglyoktól (kisebb és sötétebb) és mára az elszigetelődés miatt genetikailag is feltehetőleg elkülönült azoktól.

## Természetvédelmi helyzete
Floreana szigetéről a madár a 19. század során kihalt a betelepített emlős ragadozók miatt. A lakott szigeteken, így San Cristóbal, Santa Cruz, San Salvador és Isabela szigetén a meghonosodott macskák általi táplálék-konkurencia miatt eléggé megritkult.

## Fordítás
- Ez a szócikk részben vagy egészben  a   Galápagos-Schleiereule című német Wikipédia-szócikk ezen változatának fordításán alapul.  Az eredeti cikk szerkesztőit annak laptörténete sorolja fel. Ez a jelzés csupán a megfogalmazás eredetét és a szerzői jogokat jelzi, nem szolgál a cikkben szereplő információk forrásmegjelöléseként.